# Premonstratensorden

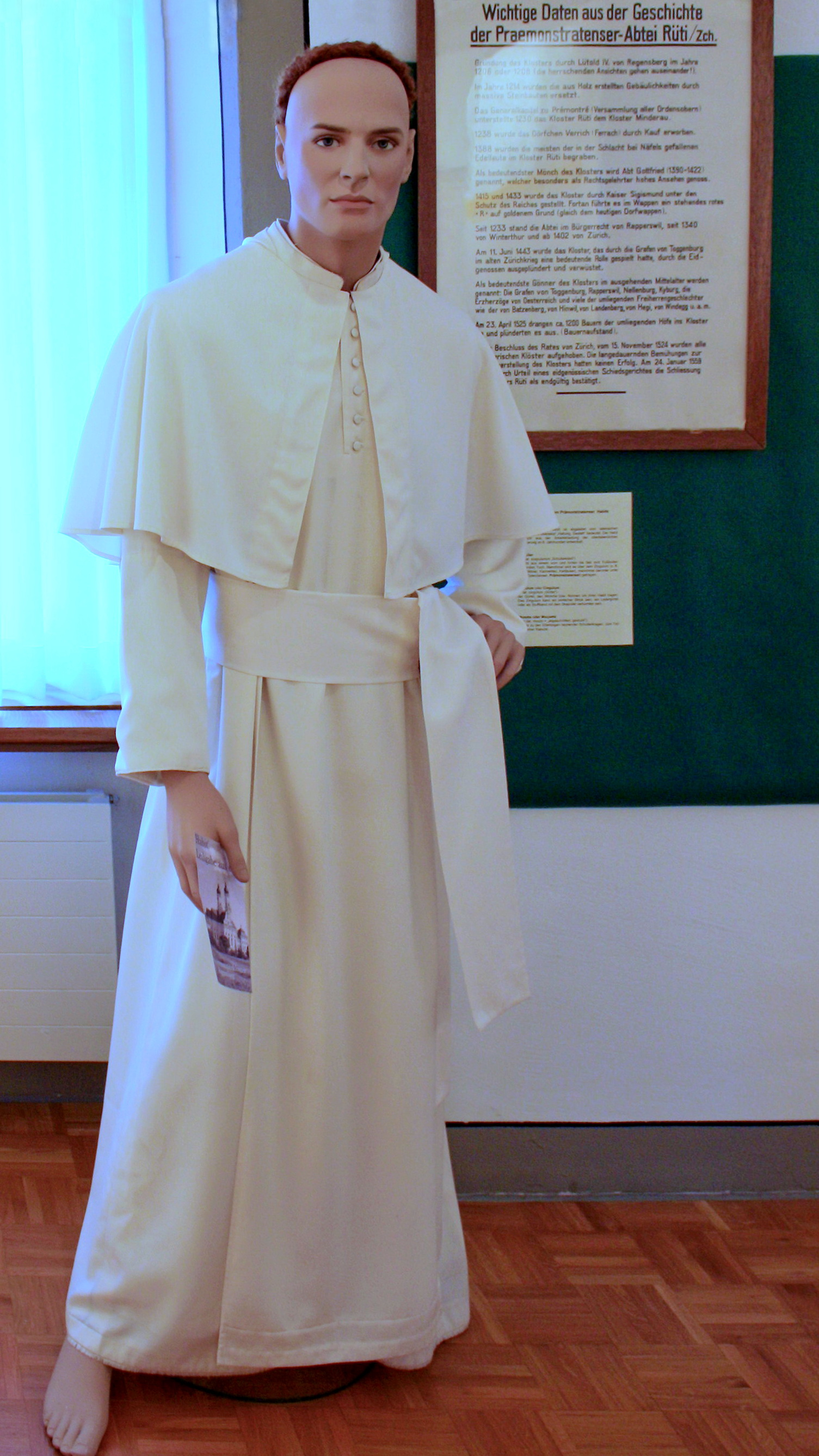
Ordensdräkt för en munk i premonstratensorden

Premonstratensorden är en romersk-katolsk orden för regulära kaniker, stiftad 1120 av Norbert av Xanten, ärkebiskop i Magdeburg och stadfäst 1126.
Det första klostret anlades i närheten av staden Laon i Frankrike och kallades Prémontré (lat. præmonstratum, d.v.s. "förutsägelse") där Norbert i en uppenbarelse fått en särskild äng utpekad som platsen där klostret skulle ligga. Även en kvinnlig gren stiftades 1121.
Då orden hastigt vann stor utbredning, indelades den i provinser, kallade cirkarier, var och en med en föreståndare, som benämndes cirkator. Abboten i Prémontré utövade högsta uppsikten över alla till orden hörande kloster. 
Man verkade särskilt bland slaverna öster om Elbe.
Den blev en av medeltidens mest betydande och under sin glanstid förfogade orden över 30 cirkarier. Från 1200-talet förvärldsligades den och fick allt mindre betydelse. Orden upplöstes sedan genom franska revolutionen. 
I Norden fanns premonstratenskloster i bland annat Lund, Vä (senare Bäckaskog), Östra Tommarp, och Övedskloster i Skåne, vilka alla under medeltiden tillhörde Danmark, där främst Børglums kloster var ett viktigt kloster. Ytterligare ett kloster, Dragsmarks kloster, var beläget vid den bohuslänska kusten.
På ett generalkapitel i Wien 1883 kunde orden åter konstituera sig. År 1913 hade den fem cirkatier, flest i Österrike, Belgien och Nederländerna. 
Ordensdräkten är vit.